# Strage dell'Heysel
La strage dell'Heysel (pron. [ˈɦɛizəl]; nl. Heizeldrama; fr. Drame du Heysel) fu una tragedia avvenuta mercoledì 29 maggio 1985 allo stadio Heysel di Bruxelles, poco prima dell'inizio della finale di Coppa dei Campioni di calcio tra la società italiana della Juventus e quella inglese del Liverpool, in cui morirono 39 persone, di cui 32 italiane, e ne rimasero ferite oltre 600.

## La strage

Mappa dell'Heysel: il settore Z, occupato dai tifosi italiani nella parte laterale, venne invaso dagli hooligan inglesi

Ai molti tifosi italiani, buona parte dei quali proveniva da gruppi organizzati, fu assegnata la tribuna delle curve M, N e O, che si trovava nella curva opposta a quella riservata ai tifosi inglesi; molti altri juventini organizzatisi autonomamente, anche nell'acquisto dei biglietti, vennero posizionati invece insieme a parte della tifoseria neutrale nella tribuna Z, accanto alle tribune X e Y, occupate dai tifosi del Liverpool, dalla quale erano separati da due basse reti metalliche. Alcune fonti riportano anche la presenza di infiltrati degli Headhunters, un gruppo di sostenitori del Chelsea noti per la loro violenza.
L'inizio della partita era previsto per le 20:15. Circa un'ora prima, intorno alle 19:20, i cosiddetti hooligan, ovvero i tifosi inglesi più accesi e violenti, cominciarono a spingersi verso il settore Z a ondate, cercando il take an end ("prendi la curva") e sfondando le reti divisorie: memori degli incidenti di un anno prima nella finale di Roma, è probabile che si aspettassero una reazione altrettanto violenta da parte dei tifosi juventini, che non avrebbe mai potuto esserci dato che, come già detto, quella nel settore Z non era una tifoseria organizzata. Gli inglesi sostennero di aver caricato più volte a scopo intimidatorio, ma i semplici spettatori, juventini e non, impauriti anche per il mancato intervento e l'assoluta impreparazione delle forze dell'ordine belghe alla situazione – che paradossalmente ostacolavano la fuga degli italiani verso il campo, manganellandoli –, furono costretti ad arretrare, ammassandosi contro il muro opposto al settore della curva occupato dai sostenitori del Liverpool.
Nella grande calca che venne a crearsi, alcuni si lanciarono nel vuoto per evitare di rimanere schiacciati, altri cercarono di scavalcare gli ostacoli ed entrare nel settore adiacente, altri ancora si ferirono contro le recinzioni. Il muro a un certo punto crollò per il troppo peso e numerose persone rimasero schiacciate, calpestate dalla folla e uccise nella corsa verso una via d'uscita, per molti rappresentata da un varco aperto verso il campo da gioco. Dall'altra parte dello stadio, i tifosi juventini del settore N e tutte le altre persone accorse allo stadio sentirono le voci dello speaker e dei capitani delle due squadre, Phil Neal e Gaetano Scirea, che invitavano alla calma, senza tuttavia capire quello che stava realmente accadendo. Solo dopo più di mezz'ora, un battaglione mobile della polizia belga, che inizialmente si trovava a un chilometro di distanza dallo stadio, giunse per ristabilire l'ordine, trovando il campo e gli spalti nel caos più totale, invasi da frange inferocite di tifoseria bianconera.
Gli scampati alla tragedia si rivolsero ai giornalisti in tribuna stampa chiedendo loro di telefonare in Italia per rassicurare i familiari. Si contarono 39 morti e oltre 600 feriti. In seguito alla tragedia, si decise di giocare ugualmente la partita: la decisione fu presa dalle forze dell'ordine belghe e dai dirigenti UEFA solamente per motivi di ordine pubblico, allo scopo di evitare ulteriori tensioni, nonostante l'iniziale richiesta della società torinese di non giocare. Le due squadre scesero quindi in campo alle 21:40, con un'ora e venticinque minuti di ritardo. La partita terminò con il risultato di 1-0 per la Juventus, che si laureò campione d'Europa per la prima volta nella sua storia.

Il centrocampista juventino Michel Platini, autore del decisivo 1-0 nella finale.

La ZDF, incaricata di seguire la diretta televisiva dell'incontro per la Germania Ovest, volle interrompere il collegamento, mentre la SRF svizzera sospese la diretta alla fine del primo tempo; negli altri sessanta Paesi collegati la diretta proseguì fino alla fine, con la ORF austriaca che però, a un certo punto, interruppe la telecronaca e mandò in onda una scritta che recitava: «Questa che stiamo trasmettendo non è una manifestazione sportiva, ma una trasmissione volta a evitare massacri». In Italia, la diretta su Raidue mantenne il video volutamente oscurato e il cronista Bruno Pizzul commentò per più di un'ora gli avvenimenti in tempo reale con Gianfranco De Laurentiis, collegato dallo studio in Italia. Quando seppe della decisione di disputare comunque l'incontro, Pizzul promise al pubblico di commentarlo «in tono il più neutro [...] impersonale [...] e asettico possibile».
Alcuni giocatori della Juventus, tra cui il francese Michel Platini, autore dell'unica, decisiva rete su calcio di rigore al 58', furono molto criticati da alcuni mass media italiani per essersi lasciati andare a esultanze eccessive vista la gravità degli eventi; gioia che comunque durò poco dato che il giorno dopo, quando tutti erano ormai a conoscenza della morte di 39 persone, lo stesso Platini riconobbe il proprio errore dichiarando che, di fronte a una tragedia di quel genere, i festeggiamenti sportivi passavano in secondo piano. Anche il presidente bianconero Giampiero Boniperti affermò che di fronte a un evento del genere non era il caso di festeggiare la vittoria, mentre il sindaco di Torino Giorgio Cardetti censurò l'esultanza nelle strade di alcune frange isolate di sostenitori.
Nel 1995, in occasione del decimo anniversario della strage, Platini affermò che i giocatori erano a conoscenza solo parzialmente dell'accaduto e che i festeggiamenti per la vittoria insieme alla tifoseria juventina presente nel settore M dello stadio, quasi ignara della vera situazione, sarebbero stati soltanto un gesto spontaneo. Dieci anni dopo altri calciatori di quella Juventus tornarono a parlare della notte dell'Heysel: Zbigniew Boniek dichiarò che non avrebbe voluto giocare quella finale, non ritirando per questo il premio partita per la vittoria, mentre Marco Tardelli si scusò pubblicamente per quei festeggiamenti.

## Il seguito
Alcuni dirigenti juventini e lo stesso Michel Platini si recarono a fare visita ai feriti gravi negli ospedali della zona, mentre nella camera mortuaria allestita all'interno di una caserma, i parenti delle vittime furono accolti dal re Baldovino e dalla consorte Fabiola. Nei giorni successivi l'UEFA, su proposta del Governo di Londra e visti altri simili precedenti, come il disastro di Bradford, avvenuto soli 18 giorni prima, decise di escludere le squadre inglesi a tempo indeterminato dalle Coppe europee e il Liverpool per ulteriori tre stagioni (poi ridotte a una). Il provvedimento fu applicato fino al 1990, un anno dopo la strage di Hillsborough, che vide protagonisti i tifosi del Liverpool, una tragedia consumatasi non per aggressione di facinorosi ma per inadempienze dei servizi d'ordine.

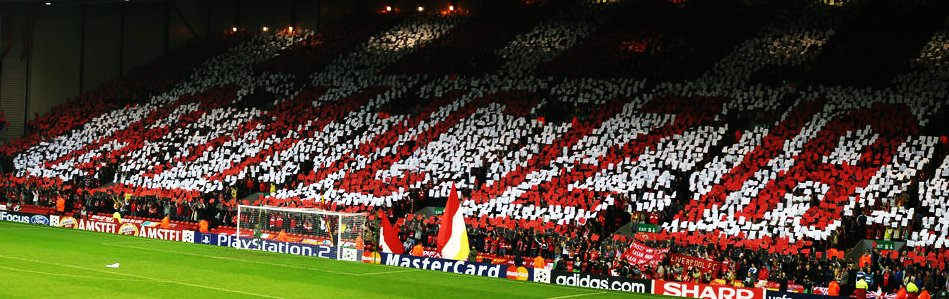
Nella curva Kop di Anfield, i tifosi del Liverpool formano la scritta «Amicizia» prima della sfida contro la Juventus nell'andata dei quarti di finale della UEFA Champions League 2004-2005

Nel 1988 il regista Marco Tullio Giordana diresse il film drammatico Appuntamento a Liverpool, ispirato alle vicende successive alla strage dell'Heysel, che vedeva Isabella Ferrari come interprete principale nel ruolo della figlia di una delle vittime, alla ricerca dell'assassino del padre. Nel marzo del 1990 il Milan fu la prima squadra italiana a tornare a giocare all'Heysel dopo la tragedia, in occasione della sfida di Coppa dei Campioni contro il Malines: in tale occasione il capitano rossonero Franco Baresi depose un mazzo di 39 rose rosse sotto la recinzione del settore Z, ricevendo tuttavia molti fischi da parte dei tifosi locali. Pochi mesi dopo, in occasione del campionato del mondo 1990 ospitato dall'Italia, l'Inghilterra ottenne di non giocare nel girone che avrebbe dovuto utilizzare lo stadio delle Alpi di Torino, all'epoca sede delle gare interne della Juventus, per via dell'«ancora fresca ferita» dell'Heysel. Durante il mondiale si verificarono gravi episodi di violenza da parte sia degli hooligan sia dei tifosi italiani, in particolare a Torino con la scusa proprio della strage dell'Heysel; tuttavia, al termine della finale per il 3º posto tra Italia e Inghilterra disputata al San Nicola di Bari, vinta dall'Italia per 2-1, i giocatori in campo e i tifosi in tribuna festeggiarono in maniera assolutamente pacifica e corretta, e alla fine della manifestazione la nazionale inglese, per la quale il quarto posto era il miglior risultato nei mondiali degli ultimi 24 anni, venne insignita del premio per il fair play.
Nel 1996 lo stadio, che l'anno prima cambiò nome in Re Baldovino, tornò a ospitare una finale per club europea: si trattò dell'ultimo atto della Coppa delle Coppe tra Paris Saint-Germain e Rapid Vienna, vinta 1-0 dai francesi. Durante l'Europeo di Belgio-Paesi Bassi 2000, l'Italia si è ritrovata a giocare in due frangenti nell'ex Heysel. Prima della sfida del 14 giugno contro i padroni di casa del Belgio la delegazione azzurra si è raccolta in preghiera nel luogo del vecchio settore Z, assieme al capitano belga Lorenzo Staelens, mentre Paolo Maldini e Antonio Conte, capitani rispettivamente dell'Italia e della Juventus all'epoca, hanno deposto una corona di fiori sotto la targa commemorativa; avendo l'UEFA negato di indossare il lutto al braccio, i giocatori azzurri si sono presentati in campo con un fiore nella mano sinistra, in memoria dei tifosi periti nella strage.
Juventus e Liverpool tornarono ad affrontarsi in una partita solamente nella UEFA Champions League 2004-2005, a vent'anni di distanza dai fatti dell'Heysel, quando il sorteggio le accoppiò nei quarti di finale. Prima della gara di andata ad Anfield, i tifosi del Liverpool mostrarono cartelli bianchi e rossi che formavano la parola italiana «amicizia», ma alcuni tifosi juventini, ancora memori della tragedia, accolsero la coreografia e l'ingresso in campo dei giocatori dei Reds dando loro le spalle. Nelle settimane seguenti le sezioni giovanili dei due club si sono affrontate allo stadio Comunale di Arezzo – città di due delle vittime, Giuseppina Conti e Roberto Lorentini (il padre di quest'ultimo, Otello, è anche il fondatore del comitato delle vittime) – in una partita amichevole.

## Il processo penale
La colpa dell'incidente fu attribuita ai tifosi del Liverpool. Il 30 maggio l'osservatore ufficiale UEFA Gunter Schneider dichiarò: "Solo i tifosi del Liverpool erano responsabili. Su questo non c'è dubbio". La UEFA, organizzatrice dell'evento, i proprietari dello stadio Heysel e la polizia belga furono indagati. Dopo un'indagine di 18 mesi, venne pubblicato il dossier del giudice belga Marina Coppieters. Esso concluse che la colpa sarebbe dovuta ricadere esclusivamente sui tifosi del Liverpool.
La polizia britannica intraprese un'indagine approfondita per assicurare alla giustizia gli autori. Vennero esaminati circa 17 minuti di filmati e molte fotografie.
Trentaquattro persone furono arrestate e interrogate con 26 tifosi del Liverpool accusati di omicidio preterintenzionale, l'unico reato estradabile applicabile agli eventi dell'Heysel. Un'audizione di estradizione a Londra nel febbraio-marzo 1987 stabilì che tutti e 26 sarebbero stati estradati per essere processati in Belgio per la morte del tifoso della Juventus Mario Ronchi. Nel settembre 1987 furono estradati e formalmente accusati di omicidio preterintenzionale, accusa che si applicava a tutti i 39 decessi e ulteriori accuse di aggressione. Inizialmente, tutti furono trattenuti in una prigione belga, ma nei mesi successivi i giudici permisero il loro rilascio poiché l'inizio del processo fu ulteriormente ritardato.
Il processo iniziò nell'ottobre 1988, con anche tre belgi processati per il loro ruolo nel disastro: Albert Roosens, capo della Federcalcio belga, per aver consentito la vendita dei biglietti per la sezione dello stadio del Liverpool ai tifosi della Juventus, e due capi di polizia, Michel Kensier e Johann Mahieu, che erano incaricati della sorveglianza allo stadio quella notte. All'epoca due dei 26 tifosi del Liverpool erano in custodia in Gran Bretagna e in seguito furono processati. Nell'aprile del 1989, 14 tifosi furono condannati a tre anni, pene sospese per cinque anni, consentendo loro di tornare nel Regno Unito. Dopo che i pubblici ministeri belgi fecero appello alle condanne in quanto troppo indulgenti, nella primavera del 1990 ebbe luogo un appello che aumentò le condanne di 11 tifosi (a quattro o cinque anni), con due condanne confermate e un'assoluzione.
La cassazione belga confermò infine nel 1991 le condanne a 4 anni di reclusione e 60 000 franchi per nove hooligan, e a 5 anni di reclusione per altri tre. Furono confermate anche le condanne per l'ex segretario della Federcalcio belga Albert Roosens e per l'allora capo della polizia Johann Mahieu.

## Impatto sugli stadi

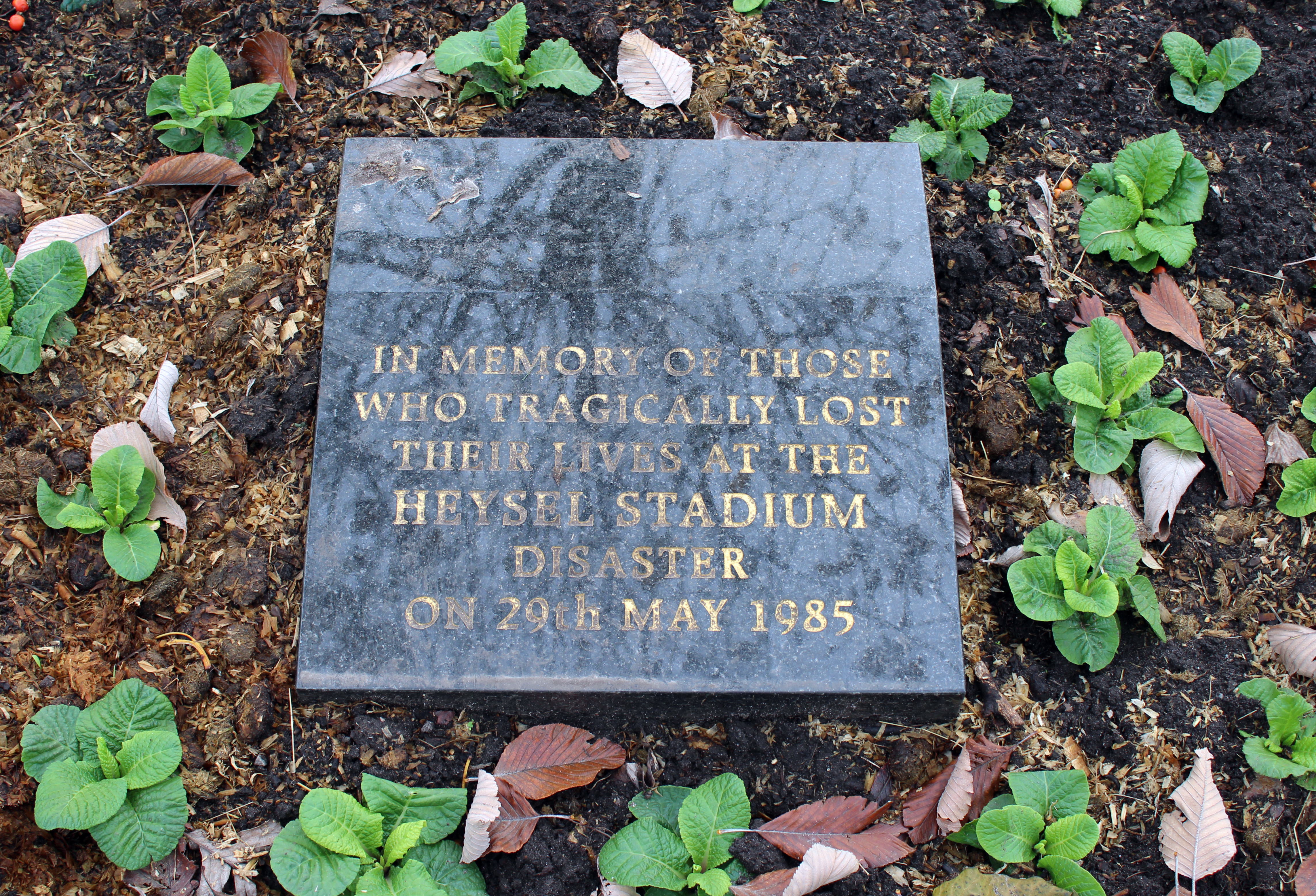
Targa in memoriam delle vittime dell'Heysel nei St. John's Gardens di Liverpool

In seguito a questa tragedia, nel 1985 venne elaborata la Convenzione europea sulla violenza e i disordini degli spettatori durante le manifestazioni sportive, segnatamente nelle partite di calcio, attualmente ratificata da 42 Paesi. In seguito a un'altra strage, quella di Hillsborough nel 1989, vennero introdotte norme più severe per migliorare la sicurezza degli stadi, come le telecamere a circuito chiuso.
Se a livello nazionale ci furono evoluzioni positive riconosciute da tutta Europa, tanto da assegnare all'Inghilterra l'organizzazione del campionato d'Europa 1996, a livello internazionale – in un primo momento – rimase il problema hooligan; il 15 febbraio 1995 a Dublino, durante un'amichevole contro l'Irlanda, e durante il campionato del mondo 1998 in Francia, molti facinorosi provocarono disordini.
Durante il campionato d'Europa 2000, hooligan inglesi provocarono grossi disordini a Charleroi, dopo la gara contro la Germania; in seguito alla minaccia dell'UEFA di escludere la nazionale dei Tre Leoni dal torneo, il governo britannico, da sempre irremovibile nel condannare le azioni scorrette dei propri tifosi più violenti, decise di inasprire i controlli anche in occasione delle trasferte internazionali, dando più potere alla polizia.

## Le vittime
Le vittime della strage furono trentanove; tra parentesi l'età.
| Nazionalità   | Morti |
| ------------- | ----- |
| Italiani      | 32    |
| Belgi         | 4     |
| Francesi      | 2     |
| Nordirlandese | 1     |
| Totale        | 39    |

1. Rocco Acerra (28)
2. Bruno Balli (50)
3. Alfons Bos (35)
4. Giancarlo Bruschera (35)
5. Andrea Casula (10)
6. Giovanni Casula (43)
7. Nino Cerullo (24)
8. Willy Chielens (41)
9. Giuseppina Conti (17)
10. Dirk Daeneckx (27)
11. Dionisio Fabbro (51)
12. Jaques François (45)
13. Eugenio Gagliano (35)
14. Francesco Galli (24)
15. Giancarlo Gonnelli (45)
16. Alberto Guarini (21)
17. Giovacchino Landini (49)
18. Roberto Lorentini (31)
19. Barbara Lusci (58)
20. Franco Martelli (22)
21. Loris Messore (28)
22. Gianni Mastroiaco (20)
23. Sergio Bastino Mazzino (37)
24. Luciano Rocco Papaluca (37)
25. Luigi Pidone (31)
26. Benito Pistolato (50)
27. Patrick Radcliffe (38)
28. Domenico Ragazzi (44)
29. Antonio Ragnanese (29)
30. Claude Robert (30)
31. Mario Ronchi (42)
32. Domenico Russo (26)
33. Tarcisio Salvi (49)
34. Gianfranco Sarto (46)
35. Amedeo Giuseppe Spolaore (54)
36. Mario Spanu (41)
37. Tarcisio Venturin (23)
38. Jean Michel Walla (32)
39. Claudio Zavaroni (28)

## Squadre inglesi squalificate
Al momento della squalifica, l'Inghilterra occupava il primo posto nella classifica del coefficiente UEFA dedicata alle nazioni, il Liverpool guidava quella dedicata ai club, mentre l'Everton aveva ottenuto il miglior coefficiente dell'anno precedendo la Juventus e i rivali cittadini. L'Inghilterra poteva pertanto disporre di tre posti in classifica validi per l'accesso in Coppa UEFA, più un quarto riservato alla vincitrice della Coppa di Lega. I club che subirono gli effetti del bando furono 15:
| Stagione | Squadre            | Squadre                          | Squadre                                                                               | Squadre |
| Stagione | Coppa dei Campioni | Coppa delle Coppe                | Coppa UEFA                                                                            |         |
| -------- | ------------------ | -------------------------------- | ------------------------------------------------------------------------------------- | ------- |
| 1985-86  | Everton            | Manchester Utd                   | Liverpool Tottenham Southampton Norwich City (vincitore della Coppa di Lega)          |         |
| 1986-87  | Liverpool          | Everton (finalista della FA Cup) | West Ham Utd Manchester Utd Sheffield Weds Oxford Utd (vincitore della Coppa di Lega) |         |
| 1987-88  | Everton            | Coventry City                    | Liverpool Tottenham Arsenal (vincitore della Coppa di Lega) Norwich City              |         |
| 1988-89  | Liverpool          | Wimbledon FC                     | Manchester Utd Nottingham Forest Everton Luton Town (vincitore della Coppa di Lega)   |         |
| 1989-90  | Arsenal            | Liverpool                        | Nottingham Forest (vincitore della Coppa di Lega) Norwich City Derby County Tottenham |         |
| 1990-91  | Liverpool          |                                  |                                                                                       |         |

Sempre per effetto del bando, non venne disputata l'edizione 1985 della Supercoppa UEFA, poiché la Juventus avrebbe dovuto incontrare l'Everton vincitore della Coppa delle Coppe.
In seguito alla squalifica dei club inglesi – che non colpì quelle squadre iscritte al sistema calcistico inglese ma con sede in altre nazioni, come le vincitrici della Coppa del Galles – rimasero vacanti alcuni posti nella Coppa UEFA: questi andarono a vantaggio di quei Paesi a cui erano solitamente riservate due posizioni, come la Francia. Nel corso degli anni, il numero di questi posti è stato influenzato dall'avanzare delle altre nazioni nella classifica e dal retrocedere dell'Inghilterra per l'impossibilità di ottenere punti.
Al momento della revoca del bando nel 1990, l'Inghilterra presentava un coefficiente nullo, guadagnando il diritto a una sola posizione valida per la Coppa UEFA; di tale situazione usufruì anche il Liverpool che, nella stessa stagione in cui non poté disputare la Coppa dei Campioni per il prolungarsi della squalifica a suo carico, si classificò secondo in campionato, potendo disputare l'edizione 1991-1992 della Coppa UEFA.
I quattro posti riservati alle squadre inglesi dalla situazione precedente al bando vennero ripristinati nel 1994, con l'esclusione dal ranking di nazioni nel frattempo scomparse come Jugoslavia e Germania Est; l'Inghilterra sarebbe ritornata a guidare la classifica delle nazioni nel 2008.

## Commemorazioni

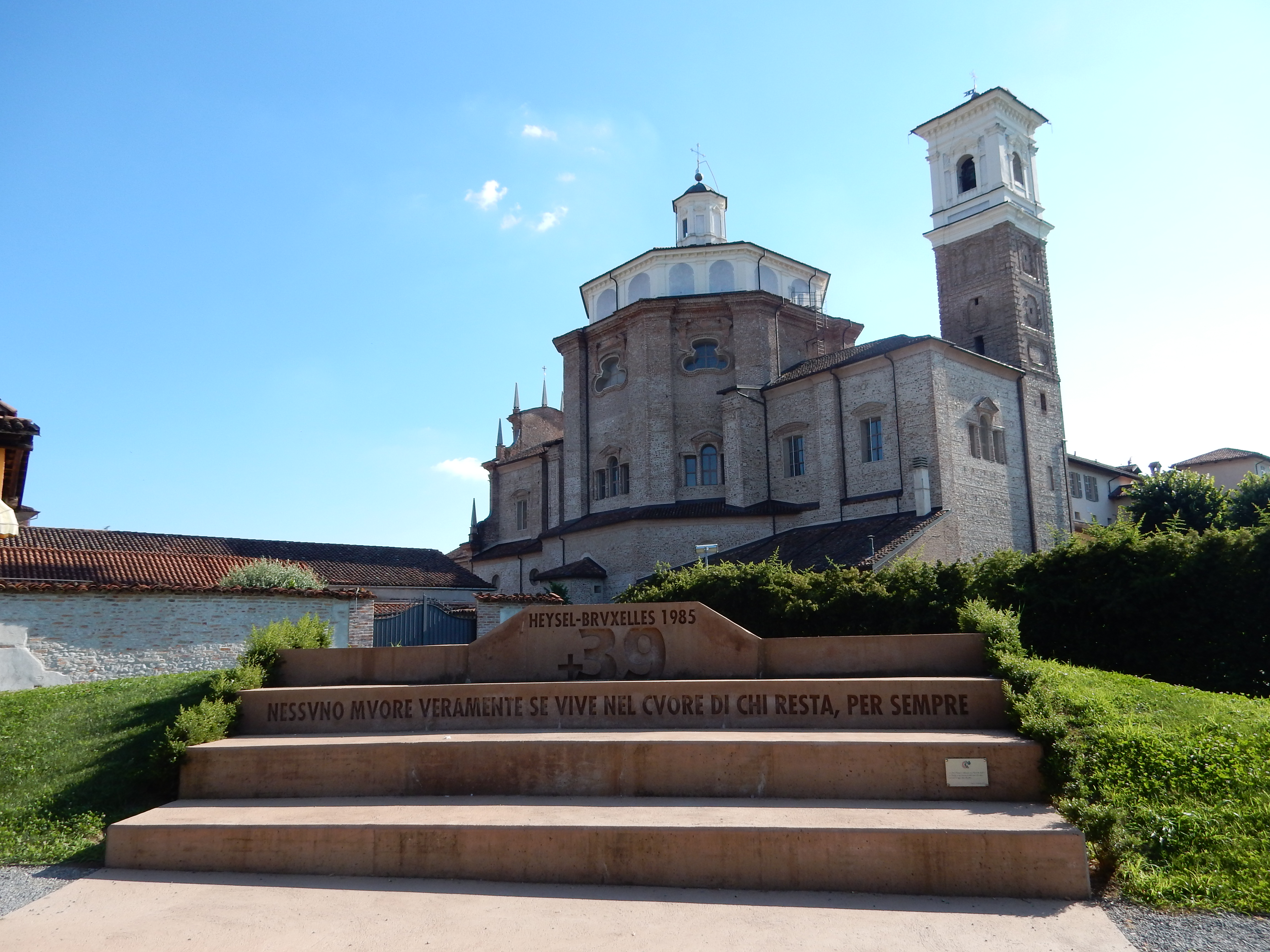
Monumento commemorativo a Cherasco

- Nel 1985 è stato presentato un monumento in ricordo della strage nella sede societaria in piazza Crimea. L'architetto Dante Grassi è stato l'autore del citato monumento — sito dal 2001 al 2017 all'interno della sede amministrativa del club, in corso Galileo Ferraris,[44] e da allora nello Juventus Headquarter alla Continassa — mentre l'epitaffio è dello scrittore e giornalista Giovanni Arpino:

Quando onore, lealtà, rispetto
cedono alla follia,
è tradita
ogni disciplina sportiva.
Alla nostra memoria
il compito
di tenerla viva.»
(L'epitaffio del monumento in memoria delle vittime della strage dell'Heysel, sito nella sede ufficiale della società)
- Il cantante italiano Claudio Baglioni nel 1990, con la canzone Naso di Falco contenuta nell'album Oltre, cita questa strage con la frase: «Chi ha schiacciato i cuori dell'Heysel?».
- Nel 1991 il comune di Reggio Emilia, città natale di una delle vittime (Claudio Zavaroni), ha acquistato una scultura realizzata dall'artista belga Gido Vanlessen in occasione del campionato del mondo 1990: l'opera, che ricorda ciascuna delle 39 vittime, è stata collocata davanti allo stadio Mirabello.[45]
- Il compositore britannico Michael Nyman scrisse nello stesso anno un pezzo chiamato Memorial, proprio in memoria dei tifosi che morirono nello stadio belga.
- Dal 2000, in occasione della fase finale dell'Europeo, all'interno dello stadio Re Baldovino è stata posta una targa commemorativa a ricordo della tragedia di quindici anni prima: su una semplice lapide in marmo nero sono rappresentate, come in una riga geometrica, 39 tacche come simbolo delle 39 vittime.
- Il 29 maggio 2005 è stata presentata all'ex Heysel una scultura atta a commemorare la strage del 1985. Essa altro non è che una meridiana progettata dall'artista francese Patrick Rimoux, comprendente una pietra con i colori della bandiera italiana e di quella belga, insieme alla poesia Funeral Blues scritta dall'inglese Wystan Hugh Auden a simboleggiare il dolore delle tre nazioni; presenta inoltre trentanove luci che brillano, una per ogni vittima della tragedia.[46] I parenti delle vittime, che avevano nel frattempo fondato un comitato, hanno presenziato alla cerimonia, presieduta dal sindaco della capitale belga.
- Il 26 maggio 2010 a Liverpool, in occasione del venticinquesimo anniversario della tragedia, alla presenza degli ex giocatori Sergio Brio e Phil Neal in rappresentanza delle due società, è stata presentata una targa permanente ad Anfield per onorare le vittime della tragedia.[47]
- Il 29 maggio 2010, durante le commemorazioni avvenute a Torino, il presidente juventino Andrea Agnelli ha annunciato che nell'area dello Juventus Stadium sarebbe stato riservato un luogo in memoria delle vittime di quella strage,[48] com'è poi avvenuto nel 2012, con un totem commemorativo sito all'interno del museo societario; inoltre, il Cammino delle stelle attorno allo Stadium include trentanove stelle d'argento, le quali recano incisi i nomi delle vittime della strage: esse sono ubicate accanto alla stella commemorativa dedicata a Gaetano Scirea – capitano della squadra bianconera in quell'anno –, in prossimità della Tribuna Est.[49]
- Due anni più tardi la dirigenza bianconera annunciò la creazione di un ulteriore memoriale in ricordo della strage all'interno della sede societaria sorta alla Continassa.
- Il 13 novembre 2015, durante l'amichevole tra Belgio e Italia giocata nello stadio Re Baldovino, la partita è stata sospesa al 39º minuto per ricordare le 39 vittime, i cui nomi sono stati fatti scorrere nei maxischermi dell'impianto;[50]
- Il giorno 12 novembre 2015, nel corso di una cerimonia tenutasi sotto la targa commemorativa posta nell'ex Heysel, la FIGC aveva ufficialmente ritirato, simbolicamente, la maglia numero trentanove della nazionale italiana.[51]
- Il 29 maggio 2018, a 33 anni dai tragici fatti, il Comune di Torino ha intitolato una piazza pedonale nel quartiere Aurora alle vittime dell'Heysel.[52]
- Il 29 maggio 2025, nello Scalo Eventi di Torino, è stato inaugurato un monumento alle vittime chiamato Verso Altrove, dell'artista Luca Vitone.[53][54]
- Durante tutte le partite della Juventus, sia in casa sia in trasferta, indipendentemente dalla competizione o dalla squadra avversaria, la tifoseria bianconera al 39º minuto intona sempre tre cori commemorativi per ricordare le 39 vittime dell'Heysel.[55]

## Filmografia
- Appuntamento a Liverpool, regia di Marco Tullio Giordana (1988)